# 韋祐
韋 祐（い ゆう、? - 549年）は、北魏から西魏にかけての軍人。字は法保。本貫は京兆郡杜陵県。

## 経歴
北魏の前将軍・上洛郡太守の韋義の子として生まれた。若くして遊侠を好み、実直で寡黙であり、裏のある人物たちと交際した。他人が危難に身を投じると、韋祐は多くこれを助けた。たびたび追捕に遭ったが、態度を改めようとはしなかった。父が死去すると、母と兄に孝事して知られた。李長寿の人となりを慕い、李長寿の娘を妻に迎えて、関南に寓居した。正光末年、員外散騎侍郎となり、軽車将軍の位を加えられた。534年（永熙3年）、孝武帝が関中に入ると、韋祐は山南から孝武帝のところにかけつけた。右将軍・太中大夫の位を受け、固安県男に封じられた。
李長寿が殺害され、その子の李延孫が長寿の残党を収容して、東の国境を守備した。李延孫の兵が少なかったため、西魏の朝廷は韋祐を東洛州刺史に任じて、数百人の兵を配して延孫を助けさせた。韋祐が潼関に到着すると、弘農郡太守韋孝寛が韋祐の身を案じて引き留めようとしたが、韋祐は「古人は虎穴に入らずんば虎子を得ずといった。安全か危険かはあらかじめ量ってはならない。国のために身を損なうとも、恨むところではない」といって、さらに道を進んだ。東魏の陝州刺史の劉貴が兵1000を率いて迎撃してきた。韋祐は部下に命じて円陣を布かせ、戦いながら前進した。数日して李延孫の兵と合流し、伏流に柵を立てて守った。しばらくして宇文泰が韋祐と李延孫を収容して長安に帰った。韋祐は大都督となった。538年（大統4年）、河南尹に任じられた。李延孫が殺害されると、韋祐は部下を率いて、李延孫の旧柵を守備した。たびたび東魏軍と交戦して、みずから兵の先頭に立ち、戦うごとに必ず傷を負った。関南で東魏軍と戦ったとき、流れ矢が頸に当たって矢先が口の中に出て息絶えたが、輿で陣営に運ばれると、長らく経って蘇生した。543年（大統9年）、車騎大将軍・儀同三司の位を受け、九曲城に駐屯した。
547年（大統13年）、侯景が豫州で西魏に帰順する意志を示すと、韋祐は兵を率いて侯景を迎えた。侯景は韋祐を留めようとしたが、韋祐は侯景に二心があるのを疑って、固辞して駐屯地にもどった。549年（大統15年）、驃騎大将軍・開府儀同三司の位を加えられ、まもなく爵位は公に進んだ。東魏が宜陽に食糧を送るために軍を派遣すると、韋祐はひそかにこれを迎え撃った。数十里にわたって転戦し、流れ矢にあたって陣没した。諡は荘といった。
子の韋初が後を嗣ぎ、開府儀同大将軍・閻韓防主となった。

## 伝記資料
- 『周書』巻43 列伝第35
- 『北史』巻66 列伝第54